# Симфония № 4 (Шостакович)
Симфония № 4 до минор, ор. 43 — симфония Дмитрия Шостаковича. Написана в 1934—1936 годах. Премьера была запланирована на 11 декабря 1936 года в Ленинграде, однако композитор снял её с репетиций. Впервые исполнена в 1961 году в Москве.

## Симфония до исполнения
Премьера была запланирована на 11 декабря 1936 года, симфонию должен был исполнить оркестр Ленинградской филармонии под управлением Фрица Штидри. Однако композитор снял симфонию с репетиций под влиянием резкой критики другого своего произведения, оперы «Катерина Измайлова», в статье «Сумбур вместо музыки». Предлогом для снятия Шостаковичем произведения было высказанное им желание доработать последнюю часть.
Во время блокады Ленинграда партитура симфонии была утеряна. В 1946 году Шостакович по сохранившимся у него наброскам переписал материал для двух фортепиано. Затем в ленинградских библиотеках были обнаружены сохранившиеся партии всех инструментов. Впервые симфония исполнена 30 декабря 1961 оркестром Московской филармонии под руководством Кирилла Кондрашина.

## Создание

Д. Д. Шостакович и И. И. Соллертинский

Четвёртая симфония Шостаковича была задумана композитором весной 1934 года. В советской прессе появилась информация о том, что данное произведение будет посвящено теме обороны страны. Для работы над этим сочинением правление Ленинградской композиторской организации направило композитора в Кронштадт, на находившийся там крейсер «Аврора» Балтийского флота, где Шостакович записал черновые наброски первой части. Задуманное произведение крупной симфонической формы было включено в программу концертов Ленинградской филармонии сезона 1934—1935 года. В ноябре 1934 года в статье «Счастье познания» композитор писал, что у него есть несколько неоконченных произведений, имея в ввиду незавершённую первую часть симфонии. В музыковедческой литературе распространена точка зрения о том, что Шостакович приступил к работе над новой симфонией в сентябре 1934 года. Однако сочинение шло трудно, работа не складывалась. По этому поводу композитор писал: «Это должна быть монументальная программная вещь больших мыслей и больших страстей. И, следовательно, большой ответственности. Многие годы я вынашиваю её. И всё же до сих пор ещё не нащупал её формы и „технологию“». Созданные композитором эскизы и заготовки его не удовлетворили, и он принял решение начать работу заново.
В апреле 1935 года композитор говорил, что он находится в исканиях, стремится найти «собственный, простой и выразительный музыкальный язык»:
Часто „простота“ переходит в эпигонство. Но говорить просто — это не значит говорить так, как говорили 50—100 лет тому назад. Это ошибка, в которую впадают многие композиторы, боясь упреков в формализме. И формализм и эпигонство — злейшие враги советской музыкальной культуры. Минуя эти Сциллу и Харибду, советский композитор сможет стать подлинным певцом нашей великой эпохи.
Осенью 1935 года Шостакович вновь занялся сочинением Четвёртой симфонии, поставив перед собой задачу несмотря на трудности довести до завершения начатое монументальное симфоническое произведение, ещё весной обещанное как «своего рода кредо творческой работы». Над новым вариантом симфонии композитор приступил к работе 13 сентября 1935 года. К концу того же года полностью закончил первую и в основном вторую части.
Симфония открывает новый, ставший значительным этап в творчестве Шостаковича-симфониста, уже приобретшего мировую славу как автор неоднократно исполнявшейся за рубежом Первой симфонии; поставленной на сценах обеих столиц оперы «Леди Макбет Мценского уезда»; поставленной в ленинградской Малом оперном театре оперы «Нос». Эти произведения, кроме всего, были замечены критикой, которая благосклонно отнеслась к его творчеству. В то же время Шостакович больше не создавал значимых симфонических циклов — Вторую и Третью симфонии, насыщенные к тому же элементами пропаганды и получившие негативную оценку многих музыкантов (а впоследствии и самого композитора), можно назвать внешне-театральными.
В то же время Иван Иванович Соллертинский, близкий друг Шостаковича и художественный руководитель Ленинградской филармонии, обратил внимание композитора на творчество Густава Малера, ставшего одним из завершителей эпохи позднего романтизма в музыке и открывателей течений модернизма. Шостаковича привлекли в Малере многие черты — прежде всего, облик художника гуманиста, воплощавшего «миры» в своих симфониях, которые образовали масштабный макроцикл из девяти произведений (завершить Десятую симфонию Малеру помешала смерть). Его музыка отличалась монументальностью форм, обостренной экспрессией музыкального языка, резкостью контрастов и сопоставлений, переплетением «низких» и «высоких» жанров, гротескного и лирического — то есть чертами, многие из которых затем по-своему проявились уже в творчестве Шостаковича. По свидетельству одного из его младших коллег, композитора И. Финкельштейна, во время сочинения на рояле композитора неизменно стояли ноты Седьмой симфонии Малера.

## Структура произведения
1. Allegretto poco moderato — Presto — Tempo primo;
2. Moderato con moto;
3. Largo — Allegro.

## Состав оркестра
Деревянные духовые
2 флейты пикколо
4 флейты
4 гобоя
Английский рожок
Кларнет пикколо (Es)
Бас-кларнет
4 кларнета (B, A)
3 фагота
Контрафагот
Медные духовые
4 трубы (B)
8 валторн (F)
3 тромбона
2 тубы
Ударные
Литавры
Треугольник
Кастаньеты
Деревянная коробочка
Малый барабан
Тарелки (colla bacchetta и ordinario)
Большой барабан
Там-там
Колокольчики
Ксилофон
Челеста
Струнные
2 арфы
I и II скрипки
Альты
Виолончели
Контрабасы